# Stizolophus coronopifolius
Stizolophus coronopifolius là một loài thực vật có hoa trong họ Cúc. Loài này được (Lam.) Cass. miêu tả khoa học đầu tiên.